# Puchar Zatoki Perskiej w piłce nożnej 2009
Puchar Zatoki Perskiej 2009 – 19. edycja rozgrywek o Puchar Zatoki Perskiej. Turniej rozegrany został w dniach 4 – 17 stycznia 2009 roku. Gospodarzem turnieju po raz trzeci w historii był Oman. Spotkania rozgrywane były na dwóch obiektach: na stadionie kompleksu sportowego Sultan Qaboos Sports Complex oraz na Royal Oman Police Stadium (obydwa w stolicy kraju, Maskacie). Pierwotnie turniej miał odbyć się w 2008 roku, jednak w związku ze zniszczeniami, jakich dokonał cyklon Gonu został przełożony na styczeń następnego roku.
Po raz pierwszy mecze o Puchar Zatoki Perskiej transmitowane były w technologii HD (za pośrednictwem Al-Dżaziry). W czasie gdy rozgrywano turniej, trwały akcje zbrojne Izraela w Strefie Gazy, co wzbudziło solidarność z okupowaną Strefą Gazy wśród kibiców obecnych na spotkaniach, a także wśród samych zawodników. W dniu rozpoczęcia turnieju prezydent Azjatyckiej Federacji Piłkarskiej, pochodzący z Kataru Mohammad Bin Hammam wyraził swoje wsparcie dla Strefy Gazy i odniósł się do piłkarzy, aby uczynili podobnie. Zawodnicy reprezentacji Jemenu przed pierwszym spotkaniem założyli koszulki demonstrujące ich solidarność, a gracze Kuwejtu zamiast koszulek włożyli szaliki. Reprezentant Omanu, Badar Al-Maimani został upomniany żółtą kartką za zdjęcie koszulki po strzeleniu gola w meczu z Bahrajnem, pod którą miał koszulkę z napisem (w języku arabskim) "Nasze serca z Gazą".

## Faza grupowa
Do udziału w turnieju przystąpiło 8 ekip, które 29 października 2008 roku w Maskacie rozlosowano do dwóch grup po 4 zespoły. Do półfinałów awansowały po dwie najlepsze drużyny z każdej z grup.

### Grupa A

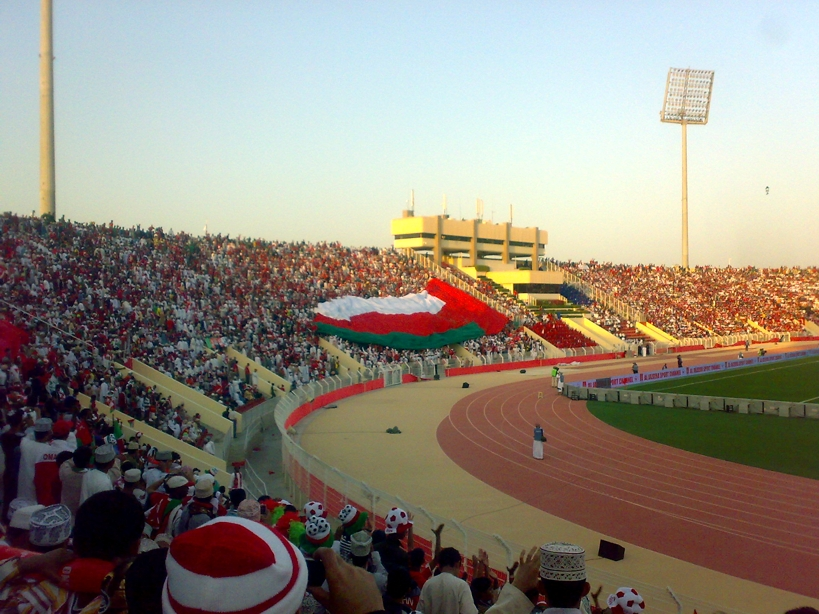
Mecz Oman – Bahrajn (2:0)

Wyniki i tabela grupy A:
| Poz. | Drużyna | M | Pkt. | Mecze | Mecze | Mecze | Bramki | Bramki |
| Poz. | Drużyna | M | Pkt. | zwy.  | rem.  | por.  | zdob.  | stra.  |
| ---- | ------- | - | ---- | ----- | ----- | ----- | ------ | ------ |
| 1    | Oman    | 3 | 7    | 2     | 1     | 0     | 6      | 0      |
| 2    | Kuwejt  | 3 | 5    | 1     | 2     | 0     | 2      | 1      |
| 3    | Bahrajn | 3 | 3    | 1     | 0     | 2     | 3      | 4      |
| 4    | Irak    | 3 | 1    | 0     | 1     | 2     | 2      | 8      |

- 1. kolejka:

| 4 stycznia 2009 18:00 UTC+4 | Oman | 0 – 0(0 – 0) | Kuwejt | Sultan Qaboos Sports Complex, Maskat |
|                             |      |              |        |                                      |

| 4 stycznia 2009 20:15 UTC+4 | Bahrajn · Omar 28' · Adnan 69' (k) · Al-Dakeel 90' | 3 – 1(1 – 0) | Irak · Mahmoud 81' (k) | Sultan Qaboos Sports Complex, Maskat |
|                             |                                                    |              |                        |                                      |

- 2. kolejka:

| 7 stycznia 2009 18:00 UTC+4 | Irak | 0 – 4(0 – 1) | Oman · Rabia 24', 65', 80' · Al Hosni 51' | Sultan Qaboos Sports Complex, Maskat |
|                             |      |              |                                           |                                      |

| 7 stycznia 2009 20:15 UTC+4 | Kuwejt · M. N. Al Enezi 28' | 1 – 0(1 – 0) | Bahrajn | Sultan Qaboos Sports Complex, Maskat |
|                             |                             |              |         |                                      |

- 3. kolejka:

| 10 stycznia 2009 18:00 UTC+4 | Oman · Al-Maimani 14' · Bashir 71' | 2 – 0(1 – 0) | Bahrajn | Sultan Qaboos Sports Complex, Maskat |
|                              |                                    |              |         |                                      |

| 10 stycznia 2009 18:00 UTC+4 | Irak · Abdul-Zahra 66' | 1 – 1(0 – 1) | Kuwejt · Khalaf 37' | Royal Oman Police Stadium, Maskat |
|                              |                        |              |                     |                                   |

### Grupa B
Wyniki i tabela grupy B:
| Poz. | Drużyna                      | M | Pkt. | Mecze | Mecze | Mecze | Bramki | Bramki |
| Poz. | Drużyna                      | M | Pkt. | zwy.  | rem.  | por.  | zdob.  | stra.  |
| ---- | ---------------------------- | - | ---- | ----- | ----- | ----- | ------ | ------ |
| 1    | Arabia Saudyjska             | 3 | 7    | 2     | 1     | 0     | 9      | 0      |
| 2    | Katar                        | 3 | 5    | 1     | 2     | 0     | 2      | 1      |
| 3    | Zjednoczone Emiraty Arabskie | 3 | 4    | 1     | 1     | 1     | 3      | 4      |
| 4    | Jemen                        | 3 | 0    | 0     | 0     | 3     | 2      | 11     |

- 1. kolejka:

| 5 stycznia 2009 18:00 UTC+4 | Zjednoczone Emiraty Arabskie · Omar 6' (k) · Al Hammadi 14' · al-Shehhi 66' | 3 – 1(2 – 0) | Jemen · Al-Nono 90' | Royal Oman Police Stadium, Maskat |
|                             |                                                                             |              |                     |                                   |

| 5 stycznia 2009 20:15 UTC+4 | Arabia Saudyjska | 0 – 0(0 – 0) | Katar | Royal Oman Police Stadium, Maskat |
|                             |                  |              |       |                                   |

- 2. kolejka:

| 8 stycznia 2009 18:00 UTC+4 | Katar | 0 – 0(0 – 0) | Zjednoczone Emiraty Arabskie | Royal Oman Police Stadium, Maskat |
|                             |       |              |                              |                                   |

| 8 stycznia 2009 20:15 UTC+4 | Jemen | 0 – 6(0 – 5) | Arabia Saudyjska · Al-Kahtani 4' · Mouath 11', 83' · Shuhail 18' · Otaif 19' · Al-Mousa 36' | Royal Oman Police Stadium, Maskat |
|                             |       |              |                                                                                             |                                   |

- 3. kolejka:

| 11 stycznia 2009 18:00 UTC+4 | Katar · Haroon 13' · Siddiq 90' | 2 – 1(1 – 1) | Jemen · Al-Nono 30' (k) | Royal Oman Police Stadium, Maskat |
|                              |                                 |              |                         |                                   |

| 11 stycznia 2009 18:00 UTC+4 | Zjednoczone Emiraty Arabskie | 0 – 3(0 – 0) | Arabia Saudyjska · Al-Kahtani 58' · Al-Zori 70' · Al-Fraidi 73' | Sultan Qaboos Sports Complex, Maskat |
|                              |                              |              |                                                                 |                                      |

## Półfinały
Półfinały rozegrano 14 stycznia o godz. 18.00 i 21.00 czasu miejscowego na stadionie kompleksu sportowego Sultan Qaboos Sports Complex w Maskacie.
| 14 stycznia 2009 18:00 UTC+4 | Oman · Rabia 19' | 1 – 0(1 – 0) | Katar | Sultan Qaboos Sports Complex, Maskat |
|                              |                  |              |       |                                      |

| 14 stycznia 2009 21:00 UTC+4 | Arabia Saudyjska · Al-Fraidi | 1 – 0(0 – 0) | Kuwejt | Sultan Qaboos Sports Complex, Maskat |
|                              |                              |              |        |                                      |

## Finał
Finał turnieju odbył się 17 stycznia o godz. 18.00 czasu miejscowego na stadionie kompleksu sportowego Sultan Qaboos Sports Complex w Maskacie. Zagrały w nim ekipy Arabii Saudyjskiej oraz Omanu. Po 90 minutach oraz dogrywce był bezbramkowy remis, więc o zwycięstwie w turnieju miały zadecydować rzuty karne. W nich lepsi okazali się gospodarze, pokonując Arabię Saudyjską 6:5. Dla Omanu był to pierwszy w historii triumf w rozgrywkach o Puchar Zatoki Perskiej.
| 17 stycznia 2009 18:00 UTC+4                                  | Oman | 0 – 0 k. 6 – 5(0 – 0, 0 – 0)                               | Arabia Saudyjska | Sultan Qaboos Sports Complex, Maskat |
|                                                               |      |                                                            |                  |                                      |
|                                                               |      | Rzuty karne                                                |                  |                                      |
| Al-Naufli · Al Ajmi · Al Gheilani · Saleh · Bashir · Al-Noobi |      | Al-Kahtani · Chariri · Tukar · Otaif · Hawsawi · Al-Jassim |                  |                                      |

Za najlepszego zawodnika turnieju uznano Majeda Al-Marshediego z Arabii Saudyjskiej. Najlepszym bramkarzem został Omańczyk, Ali Al-Habsi. Tytuł króla strzelców również przypadł piłkarzowi z Omanu, Hassanowi Rabii, który zdobył w turnieju cztery bramki.